# Рентгенова спектроскопия
Рентгенова спектроскопия е вид оптична спектроскопия в рентгеновата област на електромагнитния спектър, като предмет на изследване са или лъчите, преминали през образеца, или лъчите, излъчвани от него.

## История
Първите спектрографи за рентгенови лъчи са създадени през 1912 – 13 г. от английските физици, баща и син, Уилям Хенри и Лорънс Браг. Те демонстрират, че съществува не само непрекъснат рентгенов спектър – очакван ефект при спирането на движеща се заредена частица, но също така и дискретни характеристични спектри (всяка линия има определена енергия), което може да се свърже със строежа на атома. Двамата измерват рентгеновите спектри на много химични елементи с висока точност, като за източник на възбуждане използват високоенергетични електрони. Те усъвършенстват и дифракционните решетки за спектрометрите си. В тяхна чест е наречен законът на Браг за дифракция в кристалите.
Наблюдаваното систематично нарастване на енергиите на характеристичните рентгенови линии с атомния номер е обяснено през 1913 г. от Хенри Мозли въз основа на теорията на Бор, но по-добро количествено съответствие между теория и експеримент е постигнато едва след развитието на квантовата механика. Дължините на вълните на рентгеновите лъчи варират между около 0,1 до 200 ангстрьома, като диапазонът между 20 и 200 ангстрьома е известен като меко рентгеново лъчение.